# Les Fantômes de Louba
Pour plus de détails, voir Fiche technique et Distribution.
Les Fantômes de Louba est un film français de Martine Dugowson sorti en 2001.

## Synopsis
Louba n'a pas connu son père et a brutalement perdu sa mère quand elle avait cinq ans. Placée dans une famille d'accueil, elle y fait la connaissance de Jeannie, jolie fille charnelle et insouciante. Mais, hantée par le passé, Louba est incapable d'exprimer ses émotions et son besoin d'amour.

## Fiche technique
Source : IMDb, sauf mention contraire
- Titre original : Les Fantômes de Louba
- Réalisateur : Martine Dugowson
- Scénariste : Martine Dugowson et Gianguido Spinelli
- Producteurs : Georges Benayoun, Elisabeth Deviosse
- Musique du film : Peter Chase
- Chœurs : La Maîtrise de Sainte-Croix de Neuilly - The Paris Boys Choir
- Directeur de la photographie : Dominique Chapuis
- Montage : Martine Barraqué
- Distribution des rôles : Gigi Akoka
- Création des décors : Frédérique Belvaux
- Création des costumes : Judy Shrewsbury
- Société de production : Canal+, IMA Productions
- Pays d'origine :  France
- Genre : drame
- Durée : 107 minutes
- Date de sortie :	
  -  France : 14 février 2001

## Distribution
- Elsa Zylberstein : Louba
- Camille Japy : Jeannie
- Jean-Philippe Écoffey : Serge
- Jean Vergnet : Alexandre
- Khalid Maadour : Julien
- Sara Forestier : Fille 2
- Vahina Giocante : Jeannie (ado)
- Claire andreani : Jeannie (enfant)
- Julia Levy-Boeken :  Louba (ado)
- Louison Roblin : Mme Ursule
- Sylvain Jacques : Charlie
- Bruno Sanches : Jacques